# Gemeine Fichte
Die Gemeine Fichte (Picea abies), auch Gewöhnliche Fichte, Rotfichte oder Rottanne, früher auch Schwarztanne oder Pechtanne genannt, ist eine Pflanzenart in der Gattung der Fichten (Picea). Der Nadelbaum ist in Europa und bis weit in das kontinentale Asien heimisch und die einzige in Mitteleuropa natürlich vorkommende Vertreterin der Gattung. 2017 war die Gemeine Fichte Baum des Jahres in Deutschland. In Österreich war die Fichte bereits im Jahr 1997 der Baum des Jahres.
Natürlicherweise kommt die Fichte nur in kaltgemäßigten oder hochmontanen Klimaten – vor allem in den nordischen Nadelwäldern Skandinaviens und Russlands oder zum Beispiel im Gebirgsklima der Alpen oder des Hochharzes – vor, da sie ökologisch an solche Standorte angepasst und nur dort konkurrenzstark ist. Da sie aber aufgrund ihrer Holzqualität und des schnellen Wachstums ein forstwirtschaftlich bedeutsamer Baum ist, wurde sie im letzten Jahrhundert großflächig in ganz Deutschland („Preußenbaum“) und in vielen anderen mittel- und osteuropäischen Ländern der kühlgemäßigten Zone außerhalb ihres natürlichen Wuchsgebietes angebaut. Selbst im Hochsauerland gilt die Fichte nicht als heimisch. Das natürliche Vorkommen wird in Deutschland im Bereich von 1000 Höhenmetern angesetzt. Auch außerhalb subalpiner oder borealer Gebiete verjüngt sich die Fichte natürlich, ist an solchen Standorten aber deutlich anfälliger gegen Störungen. Dies zeigt sich klar seit den späten Zehnerjahren an den steigenden Absterberaten der Fichte aufgrund zunehmender Dürren im Rahmen der globalen Erwärmung. Auffällig war das in den Sommern 2018, 2019 und 2020, die in Deutschland und Europa stark von Hitzewellen und Dürren geprägt waren (siehe etwa Dürre und Hitze in Europa 2018 und Hitzewellen in Europa 2019). An den meisten Standorten im deutschsprachigen Raum gilt die Fichte aufgrund des Klimawandels allgemein als nicht zukunftsfähig.

## Beschreibung

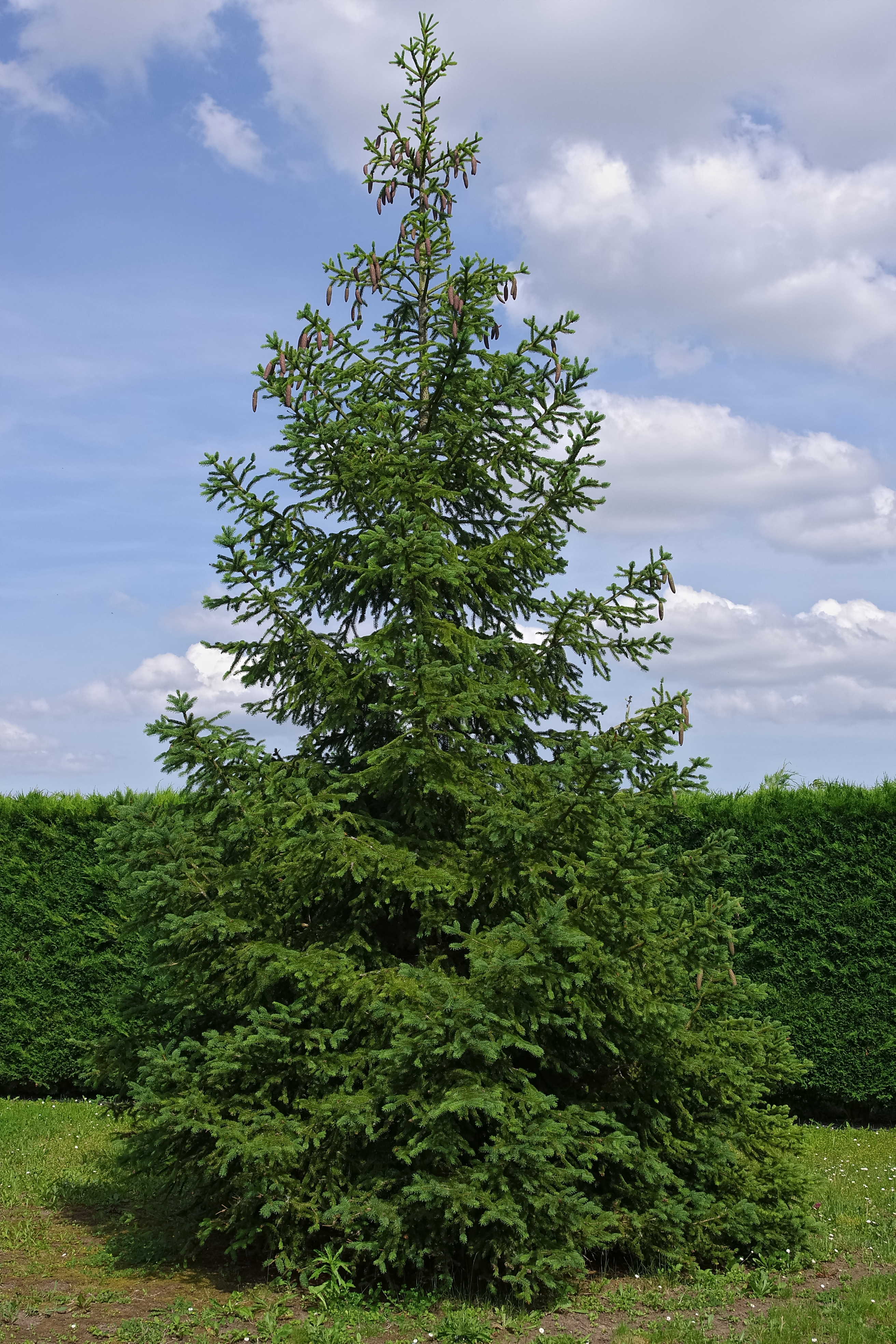
Picea abies, kegelförmige Krone

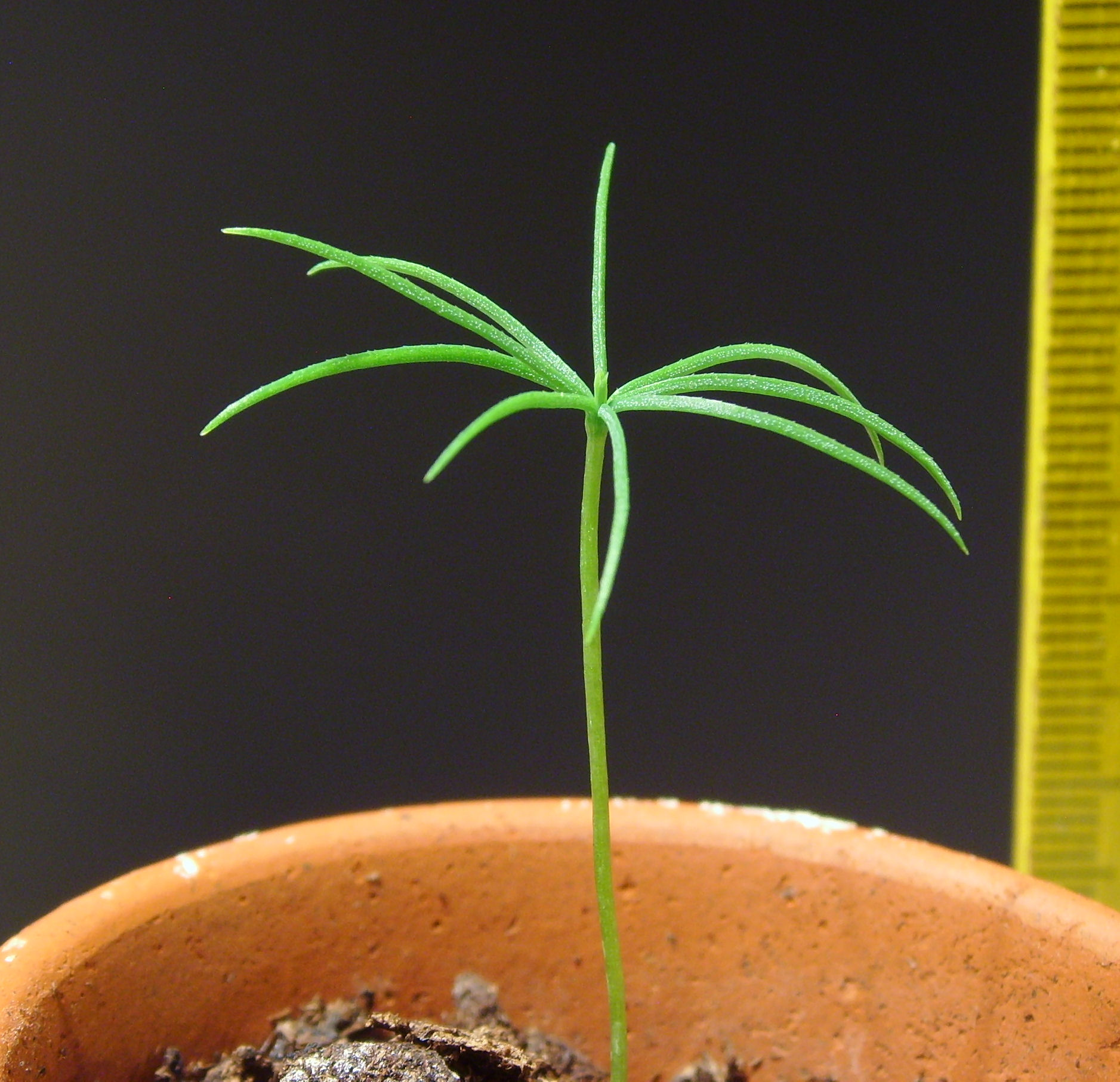
20 Tage alter Sämling

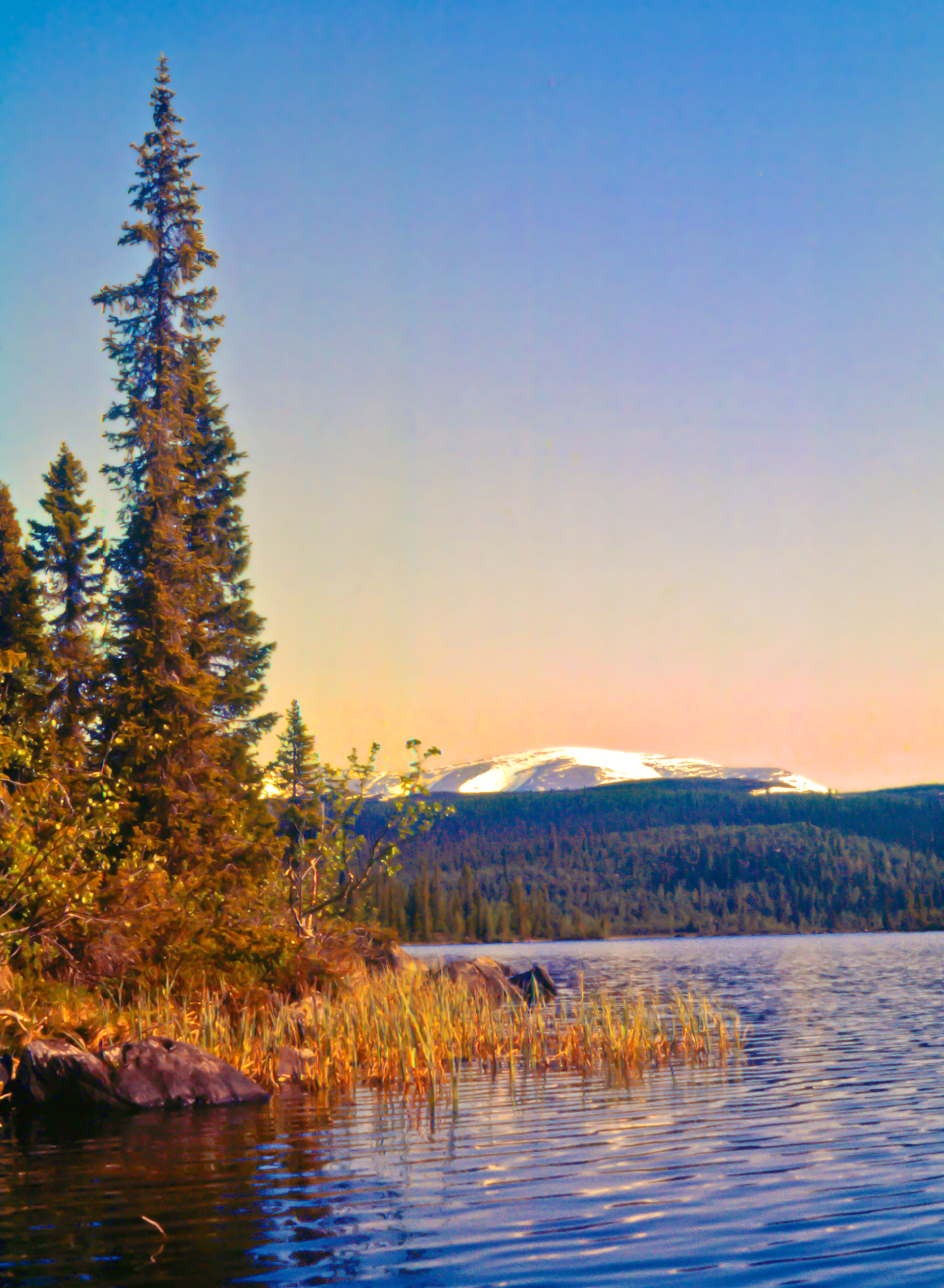
Picea abies, säulenförmige Krone

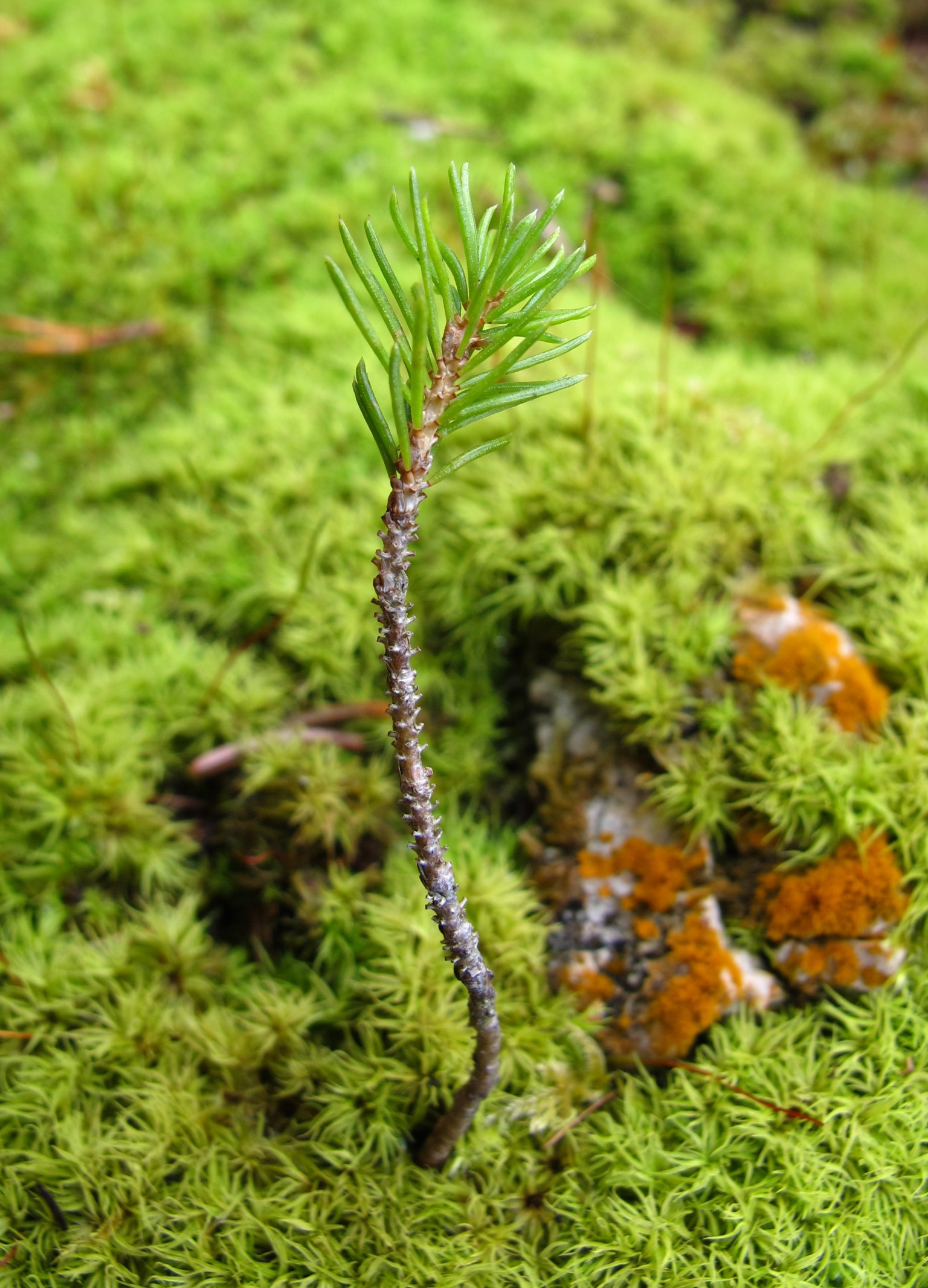
Junge Fichte

### Gestalt und Wuchs
Die gemeine Fichte ist ein aufrecht wachsender immergrüner Baum, der Wuchshöhen bis zu etwa 40 Meter erreichen kann; unter besonderen Bedingungen wurden schon 50 bis maximal 62 Meter gemessen. Damit ist sie neben der Weißtanne (Abies alba) der größte in Europa heimische Baum. Die Gemeine Fichte kann Stammdurchmesser bis über 1,7 Meter erreichen. Der durchschnittliche Zuwachs der gemeinen Fichte beträgt in Deutschland  15 m³ pro Hektar und Jahr.
Die Wurzelbildung der gemeinen Fichte ist von der Bodenbelüftung abhängig. Auf schweren Böden, bei Staunässe und hohem Grundwasserspiegel entwickelt sie ein tellerförmiges, flaches und weitreichendes Wurzelsystem, was eine erhöhte Windwurfgefährdung zur Folge hat. Sind die Böden tiefgründig und gut durchlüftet, bildet sich ein oft mehrere Meter tief reichendes und reich verzweigtes Wurzelsystem aus, allerdings ohne Pfahlwurzel.
Die Krone der gemeinen Fichte bildet sich um den gerade wachsenden Stamm kegelförmig aus. Die Zweige sind quirlig angeordnet. Während sie in der oberen Stammhälfte gewöhnlich aufrecht oder gerade ausgerichtet sind, hängen sie in der unteren Stammhälfte meist gebogen nach unten. Letzteres ist besonders gut bei älteren Bäumen zu beobachten. Bäume im Freistand behalten ihre grünen Zweige lange Zeit bis zum Boden und wachsen so als Mantelfichten.
Bei der gemeinen Fichte haben sich auf Grund des großen Verbreitungsgebietes mit unterschiedlichen Standort- und Klimabedingungen Ökotypen entwickelt, die sich in Bezug auf Verzweigung und auch Nadeln unterscheiden. Dabei unterscheiden sich die Verzweigungstypen insbesondere bei den zuerst angelegten Ästen, den Ästen 1. Ordnung sowie den davon abgehenden weiteren Verzweigungen, den Ästen 2. und höherer Ordnung. Bei den sogenannten Plattenfichten gehen die Äste 2. Ordnung horizontal ab. Bei den Kammfichten hängen die Äste 2. und höherer Ordnung dagegen durch. Bis in ein Alter von etwa 20 Jahren weist die gemeine Fichte durchgängig eine plattenartige Verzweigung auf. Erst dann beginnt die Herausbildung dieser beiden Haupttypen der Kronenausformung. Die jeweilige Kronenausformung scheint vor allem von Lichtverhältnissen, Standortgüte und Wasserversorgung beeinflusst. Kammfichten finden sich vor allem auf gut versorgten Standorten, während Plattenfichten auf nährelementarmen Moorstandorten und extremen Höhenlagen dominieren. Plattenfichten können Streulicht und senkrecht einfallendes Licht besser nutzen und stehen deshalb vor allem im Unterstand sowie an Südhängen. Kammfichten, die schräg einfallendes Licht effektiver nutzen, finden sich eher auf Nordhängen sowie im borealen Nadelwald. Die Auflagefläche der Kammfichten ist gering, wovon sie in schneereichen Regionen profitieren. In stark windexponierten Lagen wie in Irland und Schottland findet man dagegen vor allem Plattenfichten, da ihre verkürzten Äste eine bessere Steifigkeit und ihre plattige Anordnung mehr Windschlüpfigkeit bietet. Die durchhängenden Äste der Kammfichte können in solchen Regionen dagegen leichter von starkem Wind abgerissen werden.
Neben den drei grundlegenden Verzweigungstypen Kamm-, Platten- und Bürstenfichte gibt es eine Reihe differenzierter Wuchs- beziehungsweise Kronenformen: Nach dieser Typisierung heißt die Kammfichte auch Hängefichte (var. viminalis, var. pendula), die Plattenfichte heißt Spitzfichte und die Bürstenfichte Pyramidenfichte (var. pyramidata). Subvarietäten sind zum Beispiel Trauerfichte (subvar. inversa) mit schlaff herabhängenden Primärästen, Schlangenfichte (subvar. virgata) mit am Stamm aufgerichteten, dann schlangenartig nach unten gekrümmten Primärästen und Säulenfichte (subvar. columnaris) mit einer zylindrischen Krone, die dicht mit kurzen Ästen versehen ist. Die Säulenform ist ebenfalls typisch für die nördlichen Breiten, in denen die Sonne immer tief am Horizont steht.

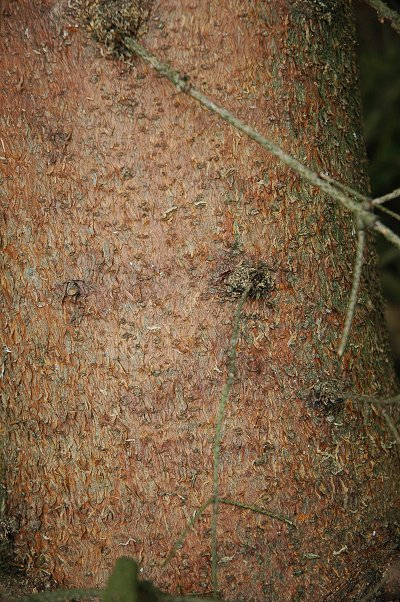
Rinde der Gemeinen Fichte

### Rinde
Der Stamm zeigt in tieferen Lagen eine rötlich-braun gefärbte, feinschuppige Rinde, wogegen in Gebirgslagen die rötliche Farbe eher Grautöne annimmt. Die auffällige Rindenfärbung ist offenbar für die irreführende Bezeichnung „Rottanne“ verantwortlich. Die graubraune Borke älterer Bäume ist ein gutes Unterscheidungsmerkmal zur hellgrauen Rinde der Weiß-Tanne. Fichtenborke blättert in unregelmäßigen Schuppen ab, der Stamm der Weiß-Tanne ist wesentlich glatter.

### Nadeln

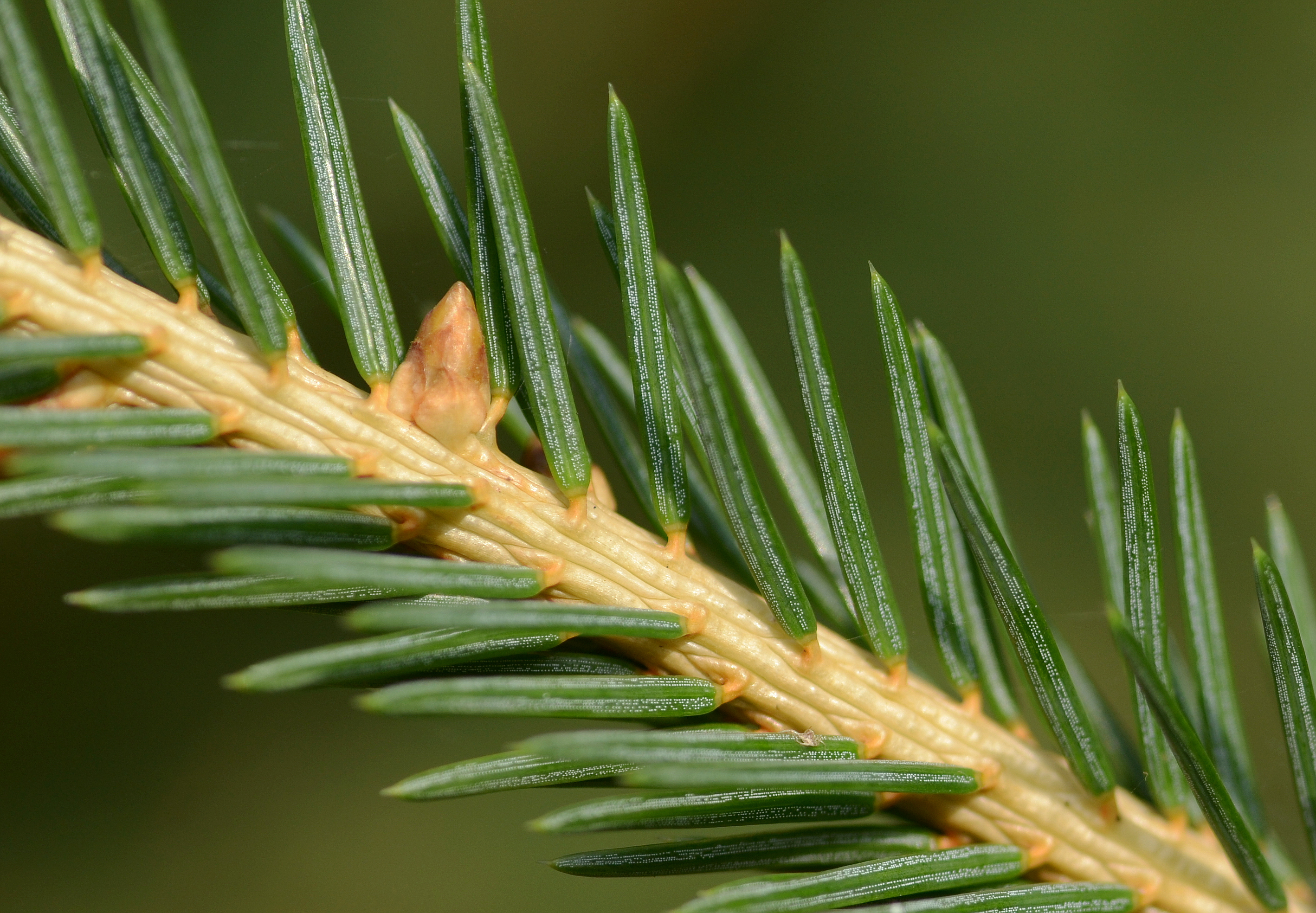
Unbehaart, harzlose Knospen. Die Nadeln der Gewöhnlichen Fichte auf einem verholzten Blattkissen, während etwa die Nadeln der Tanne sich dem Zweig anschmiegen.

Die Nadeln stehen ausschließlich an Langtrieben. Sie sind stechend-spitz und im Querschnitt vierkantig, im Schatten etwas abgeflacht. Bei gesunden Bäumen werden die Nadeln 4 bis 7 Jahre alt, im Hochgebirge auch älter. Die Nadeln der Gemeinen Fichte weisen meist eine Länge von ein bis zwei Zentimetern und eine Breite von einem Millimeter auf. Bis auf eine schmale Naht an der Zweigunterseite verteilen sie sich rund um den Zweig. Sie sitzen an braunen Stielen. Beim Nadelabfall verbleibt der mit der Sprossachse verwachsene Blattgrund (Blattkissen) am Zweig. Die Zweige fühlen sich deshalb raspelig und rau an. Dieses ist auch ein Unterscheidungsmerkmal an älteren Zweigen gegenüber der Weiß-Tanne.

### Blüten und Zapfen

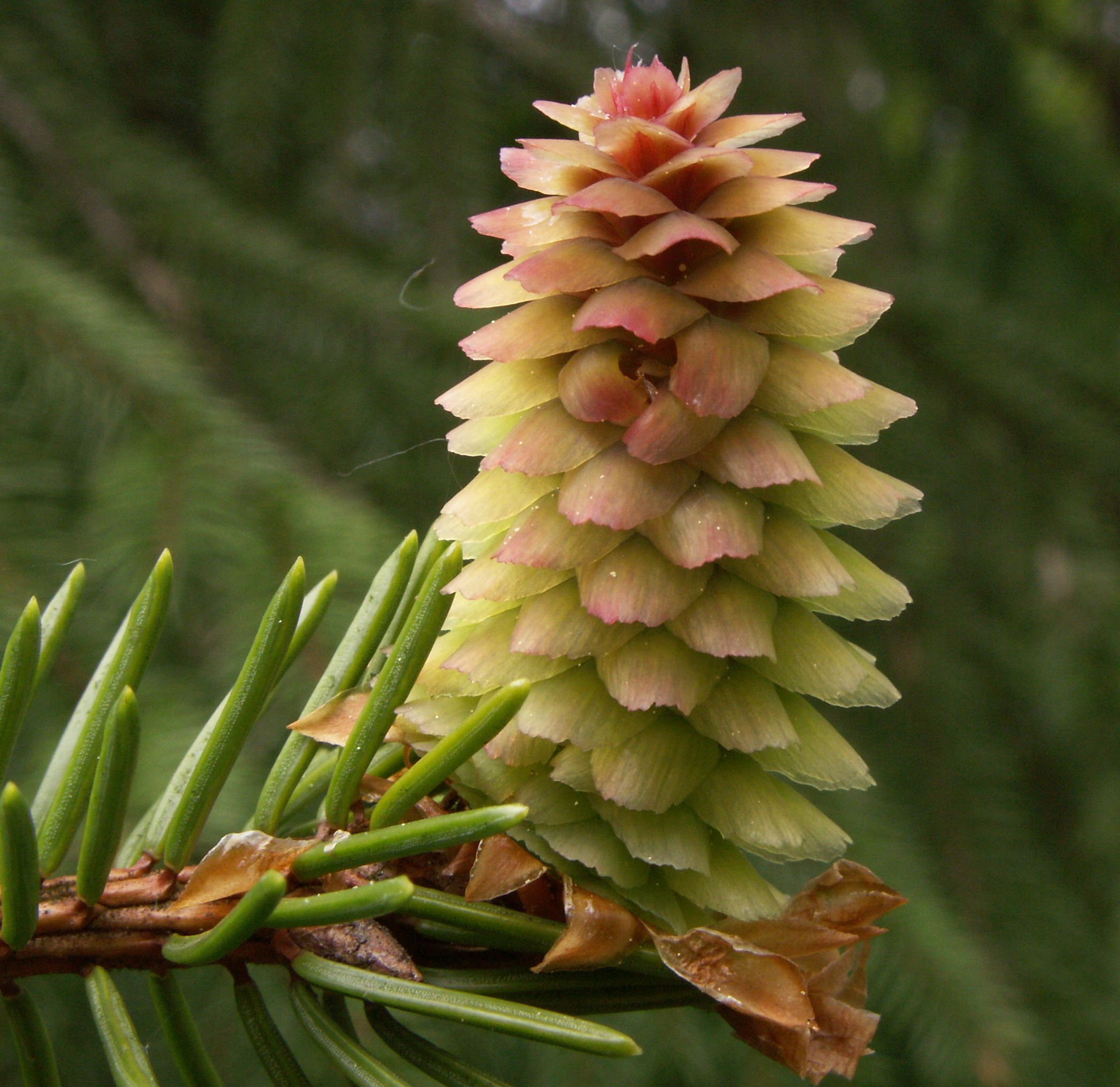
Weiblicher Zapfen – grüne Form

Die Gemeine Fichte entwickelt zwischen Mai und Juni, häufig nur im Abstand von drei bis vier Jahren, Blütenknospen und Blüten. In Gebirgslagen erreichen die Bäume gewöhnlich nur alle sieben Jahre die Blüte. Blüht die Fichte in kürzerem Abstand, so kann dies auf Nährstoffmangel, Wasserknappheit oder Kälteperioden hindeuten (sogenannte „Angstblüte“).
Die schlanken, einhäusigen Knospen sind hellbraun gefärbt und kegelig geformt. Die einen Zentimeter großen männlichen Blüten stehen einzeln und werden bei älteren Bäumen an den Spitzen der Zweige des Vorjahres ausgebildet. Ihre Farbe geht allmählich von karminrot in gelb über.
Die weiblichen Blüten stehen in Zapfen zusammen. Sie befinden sich bei jüngeren Bäumen dicht gedrängt in den oberen Astquirlen, bei älteren Exemplaren verteilen sie sich, kleinen roten, aufrechtstehenden Zapfen ähnelnd, über die gesamte Baumkrone. Die Einzelblüte besteht aus einem flachen Fruchtblatt und einem häutig bleibenden Tragblatt, der Deckschuppe. Das Fruchtblatt verholzt später zu einer festen Samenschuppe. Die Zapfen benötigen ein ganzes Jahr, um zur Samenreife zu gelangen. Die saftig rötlich-grünen Zäpfchen wandeln sich allmählich in die bekannten braunen, nach unten hängenden, trockenen und holzigen Zapfen. Diese weisen eine Länge von etwa 10 bis 15 Zentimetern und eine Breite von 3 bis 4 Zentimetern auf und werden nach der Reife bald als Ganzes abgeworfen. Die fettreichen Samen sind geflügelt.
Bei den gemeinhin bekannten „Tannenzapfen“, die am Waldboden zu finden sind, handelt es sich um Fichtenzapfen, denn Tannen werfen ihre Zapfen nicht als Ganzes ab.

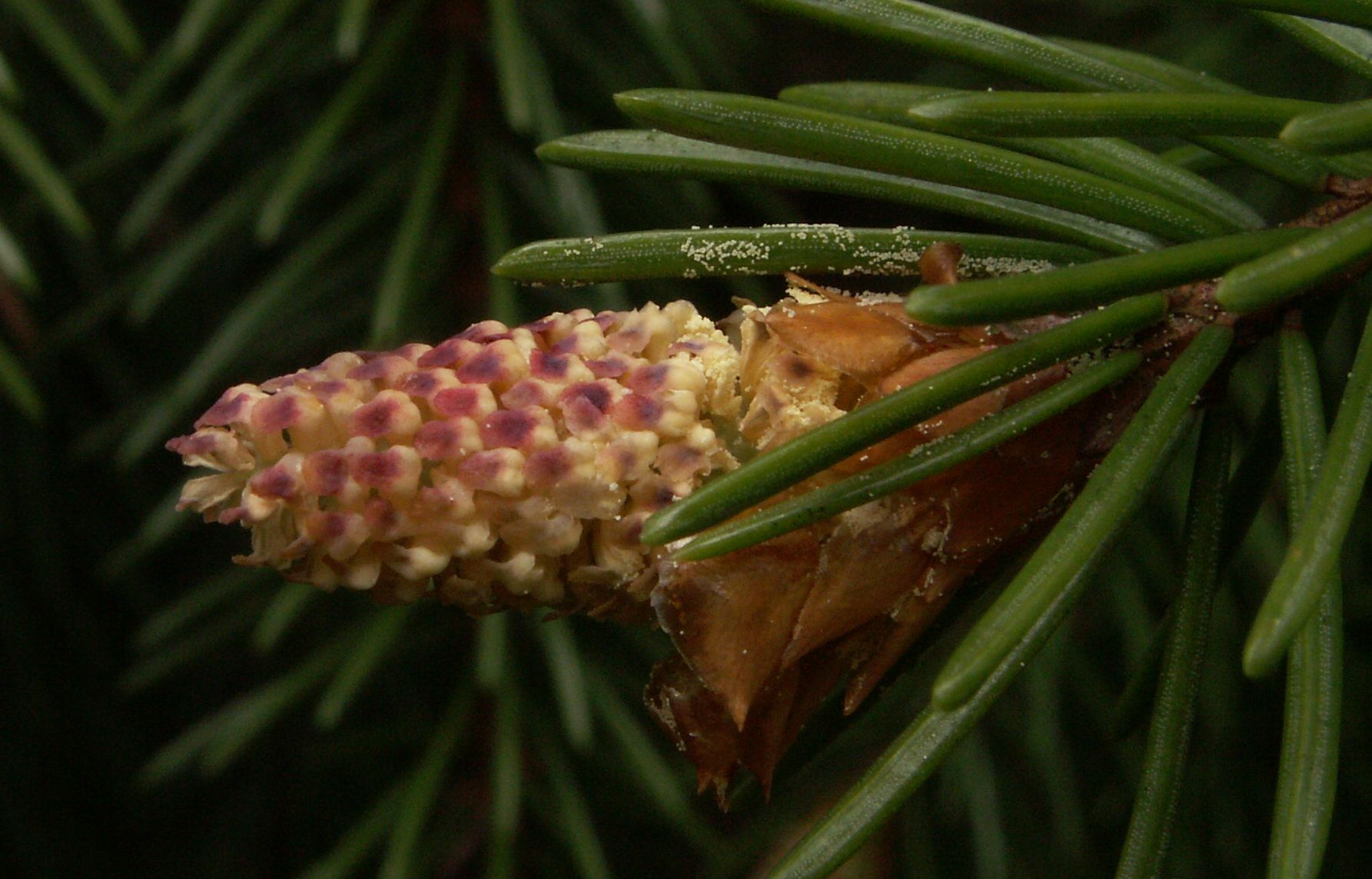
Männliche Blüte
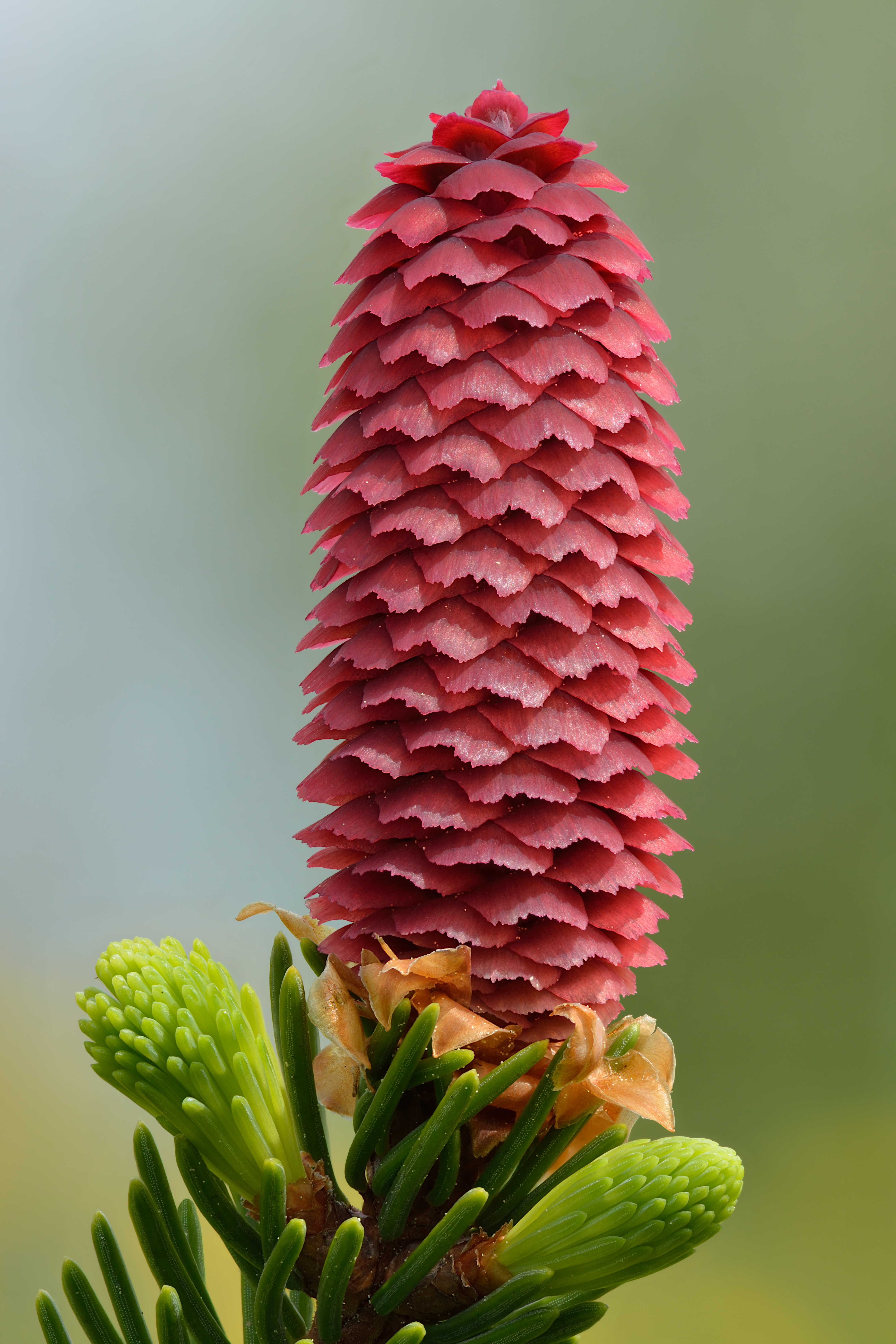
Weiblicher Zapfen – rote Form
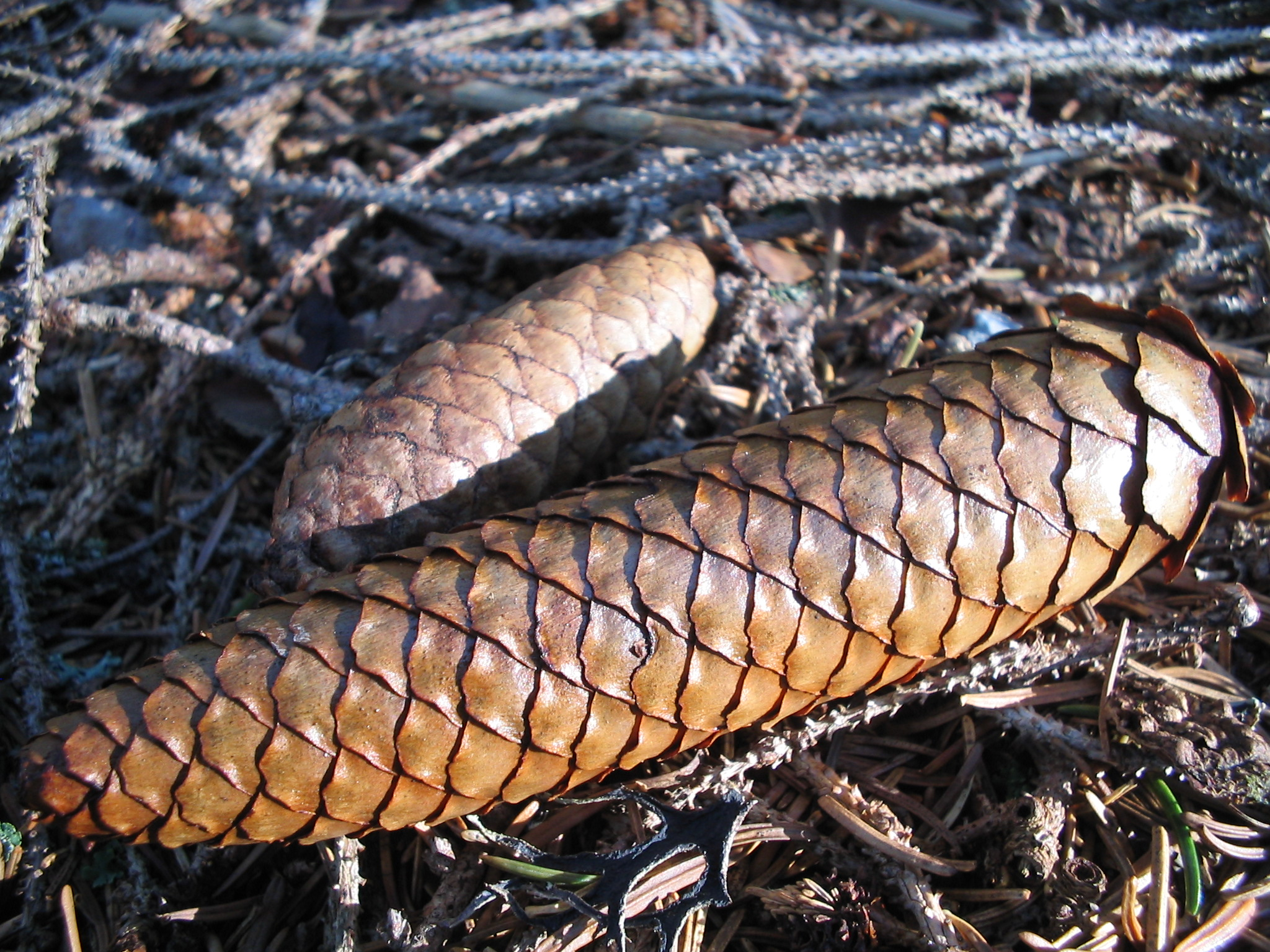
Reife Zapfen

### Chromosomenzahl
Die Chromosomenzahl beträgt 2n = 24.

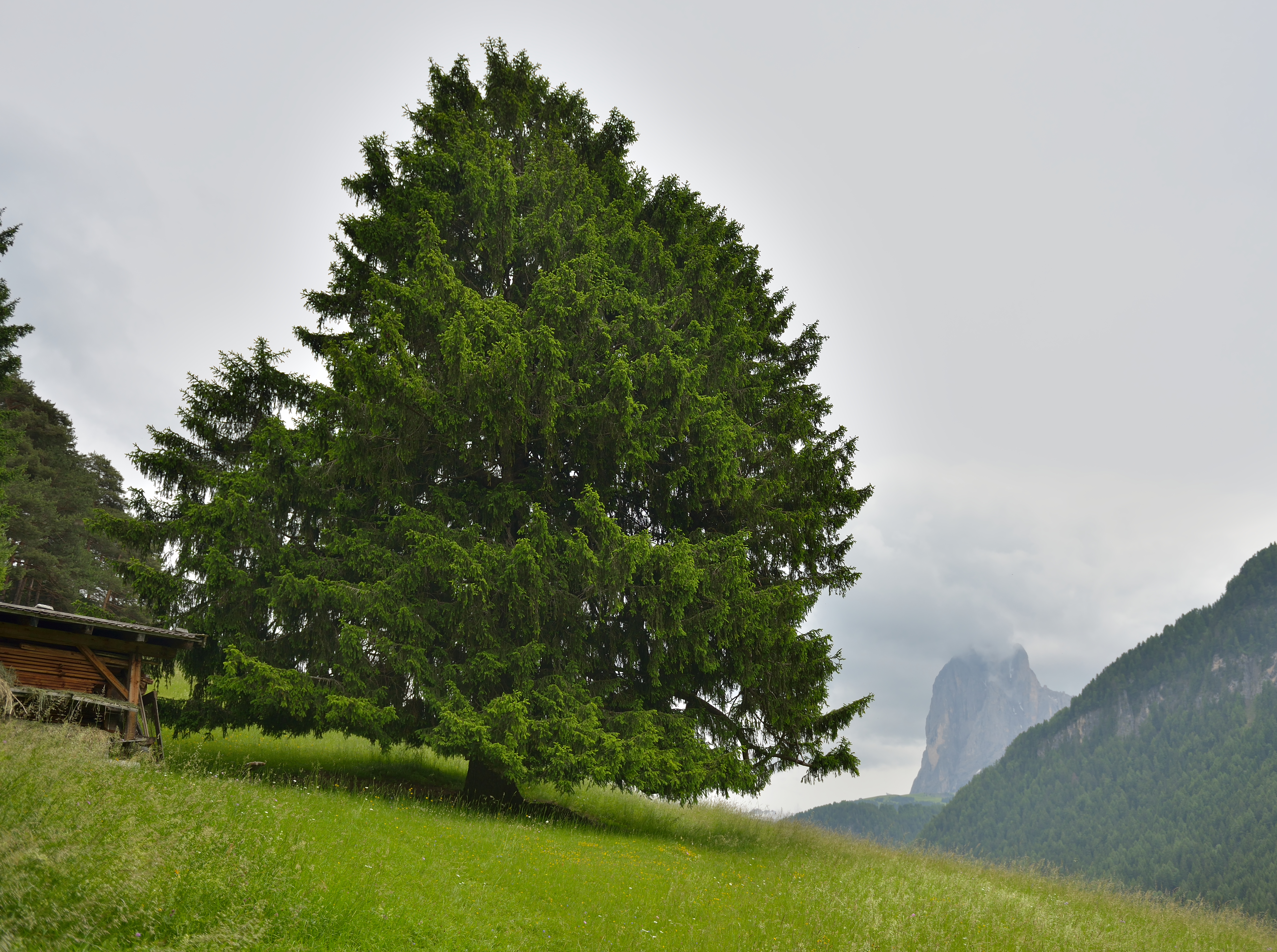
Naturdenkmal einer Fichte in Südtirol

## Verbreitung und Standort
Die Heimat der Gemeinen Fichte erstreckt sich über fast ganz Europa mit Ausnahme der Britischen Inseln und der Iberischen Halbinsel bis weit in das kontinentale Asien. Sie kommt vor allem in Nord-, Ost- und Mitteleuropa vor. Sie ist im Süden von den Alpen bis auf den Balkan verbreitet, kommt in einigen Mittelgebirgen und den Karpaten vor, und weiter nach Osten und Norden in Polen, Belarus, dem Baltikum und bestandsbildend in Russland sowie ganz Skandinavien. Sie zieht feuchtes und kühles Klima vor und ist daher in dem südlichen Bereich ihres Verbreitungsgebiets ein Gebirgsbaum, der zwischen 950 Meter im Harz und 2200 Meter im Wallis wächst, bis zu 2450 Meter auch im Ortlergebiet (Südtirol) als 80 cm hohes Gehölz. In den Allgäuer Alpen steigt sie im Tiroler Teil auf der Ellbogner Spitze bis zu 2460 Metern Meereshöhe auf.
Nur aufgrund anthropogener Anpflanzungen kommt sie in tieferen Lagen vor, in Wirtschaftswäldern oder als Zierbaum. Als Nutzbaum der Forstwirtschaft findet die Gemeine Fichte heute unter anderem in Nordamerika Verwendung.
Zwischen dem Ural und Finnland findet eine Hybridisierung zwischen der Gemeinen Fichte und Picea obovata statt. Manchmal wird jene als Unterart der Gemeinen Fichte angesehen; die entstehenden Hybride werden als Picea × fennica (Regel) Kom. bezeichnet.
| Verbreitungskarten der Gemeinen Fichte |

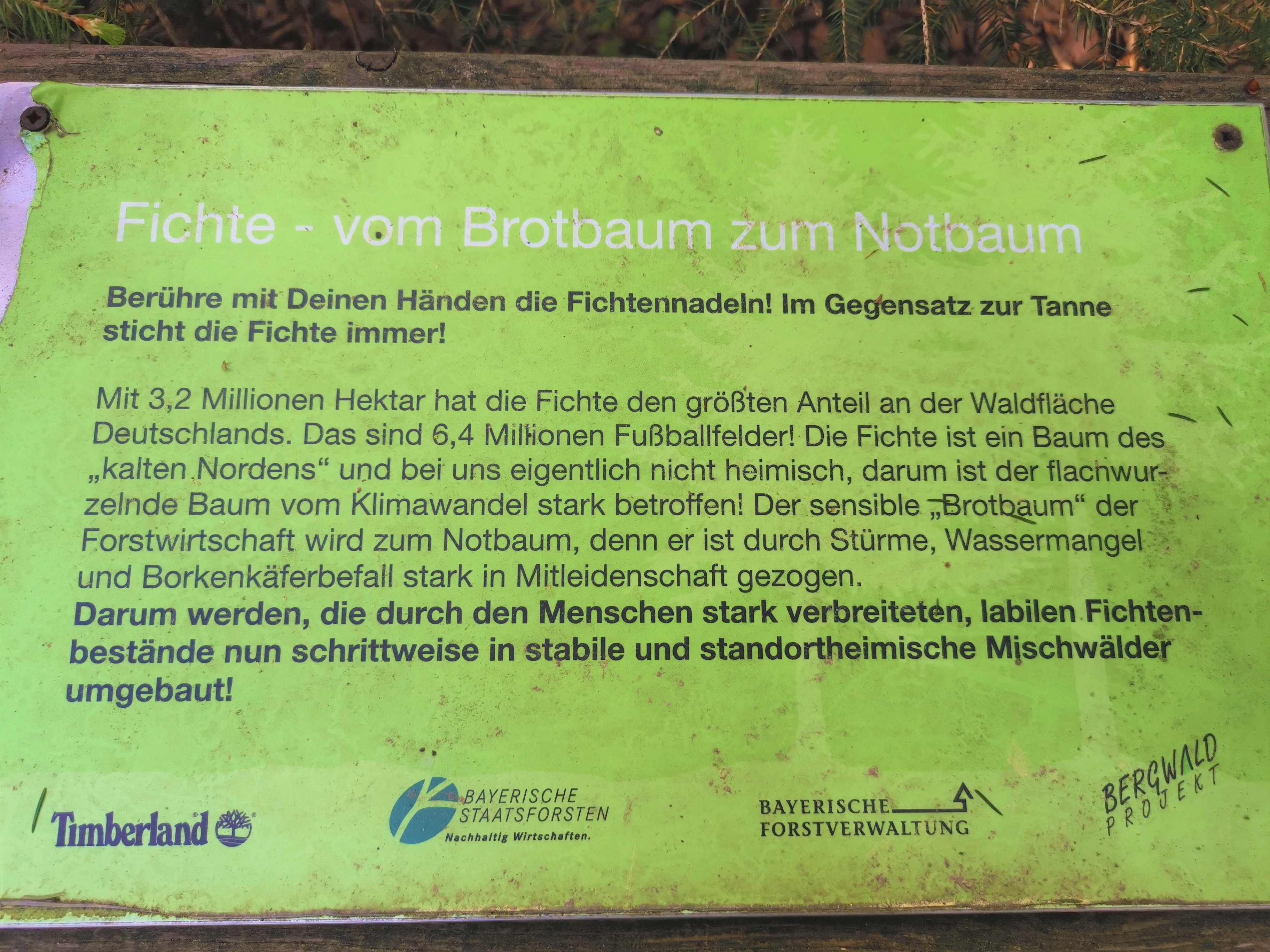
Fichte – vom Brotbaum zum Notbaum

In Deutschland wäre die Gemeine Fichte von Natur aus nur zu geringen Anteilen am Waldaufbau beteiligt. Der natürliche Verbreitungsschwerpunkt liegt in den Bergwäldern der Alpen und der höchsten Mittelgebirge. Von den naturnahen Fichtenwäldern in Deutschland nimmt der Bergfichtenwald flächenmäßig mit 46 Prozent von 14.500 Hektar den größten Anteil ein. Die deutschen Waldbesitzer und Forstleute haben aber in den letzten Jahrhunderten die Gemeine Fichte weit über ihr natürliches Verbreitungsgebiet hinaus angebaut. Wegen ihres im Vergleich zu anderen Baumarten schnelleren Wachstums und der Möglichkeit, bereits in jüngeren Beständen Holz kostendeckend zu ernten, wird die Fichte auch als „Brotbaum“ der deutschen Forstwirtschaft bezeichnet. Nach der Waldinventur 2022 ist sie (nach der Kiefer) mit 2,3 Millionen Hektar und 20,9 Prozent Flächenanteil die zweithäufigste Baumart der Wälder in Deutschland. Noch in der zweiten Hälfte des 20. Jahrhunderts wurden weite Flächen mit Fichtenreinbeständen aufgeforstet. Hierbei wurden auch wenig geeignete Standorte, wie zum Beispiel wechselfeuchte Böden, bepflanzt, da die Wüchsigkeit oft vor Bestandessicherheit ging. Heute werden zahlreiche Fichtenbestände wieder in standortgemäße Mischwälder umgewandelt. So nahm die Fichtenfläche in Deutschland zwischen 2002 und 2012 um 240.000 Hektar ab. Einerseits sind standörtliche Gegebenheiten hierfür der Anlass, andererseits aber auch im wirtschaftlichen Bereich die Konkurrenz mit der noch besser wüchsigen Douglasie.
Die Fichte stellt nur hinsichtlich der Wasserversorgung hohe Anforderungen. Die Böden müssen gut durchlüftet bleiben. Der Standortkundler bezeichnet diese Böden als frisch bis mäßig frisch, das heißt, ganzjährig (mit Ausnahme sehr heißer Sommermonate) ist eine ausreichende bis gute Wasserversorgung gewährleistet. Bezüglich der Nährstoffansprüche ist die Fichte eher anspruchslos. Klimatisch bevorzugt die Fichte winterkaltes Kontinental- und Gebirgsklima.
Nach Ellenberg ist die Fichte eine Halbschatten-Pflanze, ein Kühlezeiger, mit subkontinentalem Verbreitungsgebiet und eine Klassencharakterart bodensaurer Nadelwälder (Vaccinio-Piceetea). Der hohe Säuregehalt des Bodens wird durch die schlecht zersetzbare Nadelstreu hervorgerufen, deren Abbau bei einem pH-Wert von 4,1 erfolgt. So sind in reinen Fichtenbeständen Moderhumus-Böden vorherrschend. Mit zunehmendem Alter benötigen Fichten mehr Licht.

## Ökologie

### Charakteristische Merkmale
Die Gemeine Fichte ist ein immergrüner Nadelbaum. Mit bis zu 50  m, maximal bis 62  m Höhe und bis zu 2  m Stammdurchmesser ist sie – neben der Tanne – der größte europäische Baum. Als Anpassung an die Belastung durch Schnee sind ihre Zweige geneigt bis hängend. Die Nadeln sind besonders empfindlich gegen Luftverunreinigungen. Bei geschädigten Bäumen bleiben die Nadeln oft nur 1 – 3 Jahre an den Zweigen; sie können so als Bioindikator für den Gesundheitszustand des Baums dienen. An einem gesunden Weihnachtsbaum von 1,2  m Höhe wurden 400.000 Nadeln gezählt.
Sie besitzt ein Wurzelsystem, das in geeignetem Boden mehrere Meter tief reichen kann. Die verbreitete Meinung, die gemeine Fichte bilde nur ein flaches Wurzelsystem aus, entspringt der weitläufigen Erfahrung, dass Fichten in für sie nicht gut geeigneten, durch Stau- und Grundwasser sauerstoffarmen Böden nur flache Wurzelteller ausbilden. In geeigneterem Substrat ist die Fichte stabil und äußerst frosthart.
Ausgehend von einer plattenartigen Grundstruktur bilden sich in stabilen und mäßig wechselfeuchten Böden besonders im Alter zwischen 60 und 80 Jahren tiefer reichende Senkerwurzeln und der Brusthöhendurchmesser nimmt zu. Häufig ist dies bei Sanden, lehmigen Sanden, Schichtsanden, Schichtlehmen und Tonen der Fall. Die Senker nutzen Klüfte in stauwasserfreien Tonhorizonten zum Tiefenwachstum.
Im Gegensatz zu Buche und Lärche, sowie insbesondere Kiefer und Eiche, behindern bereits stärker wechselfeuchte Böden, etwa in Form von Fein- oder Schlufflehmen, oder feuchte Tonlehme das Tiefenwachstum der Wurzeln.
Eine vegetative Vermehrung durch die Bewurzelung herabhängender Zweige ist möglich.
Die schnellwüchsige Gemeine Fichte besitzt zwar die größte Produktivität auch unterhalb der natürlichen Fichtenstufe, ist dort aber auch stärker durch Rotfäule und Sommerdürre gefährdet. Gut mit Stickstoff versorgte Bäume zeigen eine besonders hohe Kohlendioxidaufnahme.
Während der kalten Jahreszeit werden Photosynthese und Atmung praktisch eingestellt (Winterruhe). Die Fichte besitzt eine ausgeprägte Frostresistenz, die mit den kürzer werdenden Tagen zunimmt. Zur Zeit der ersten Fröste sind die Fichten bereits gegen Temperaturen von −20  °C gewappnet. Im tiefen Winter wurde eine Frostresistenz bis unter −60  °C beobachtet. Der Frostschutz wird durch Anreicherung von Zuckern bewirkt, wodurch eine Gefrierpunktserniedrigung eintritt. Im Frühjahr nimmt mit zunehmender Tageslänge die Frostresistenz wieder ab, so dass die Pflanzen gegen Spätfröste empfindlich sind.

### Ausbreitung

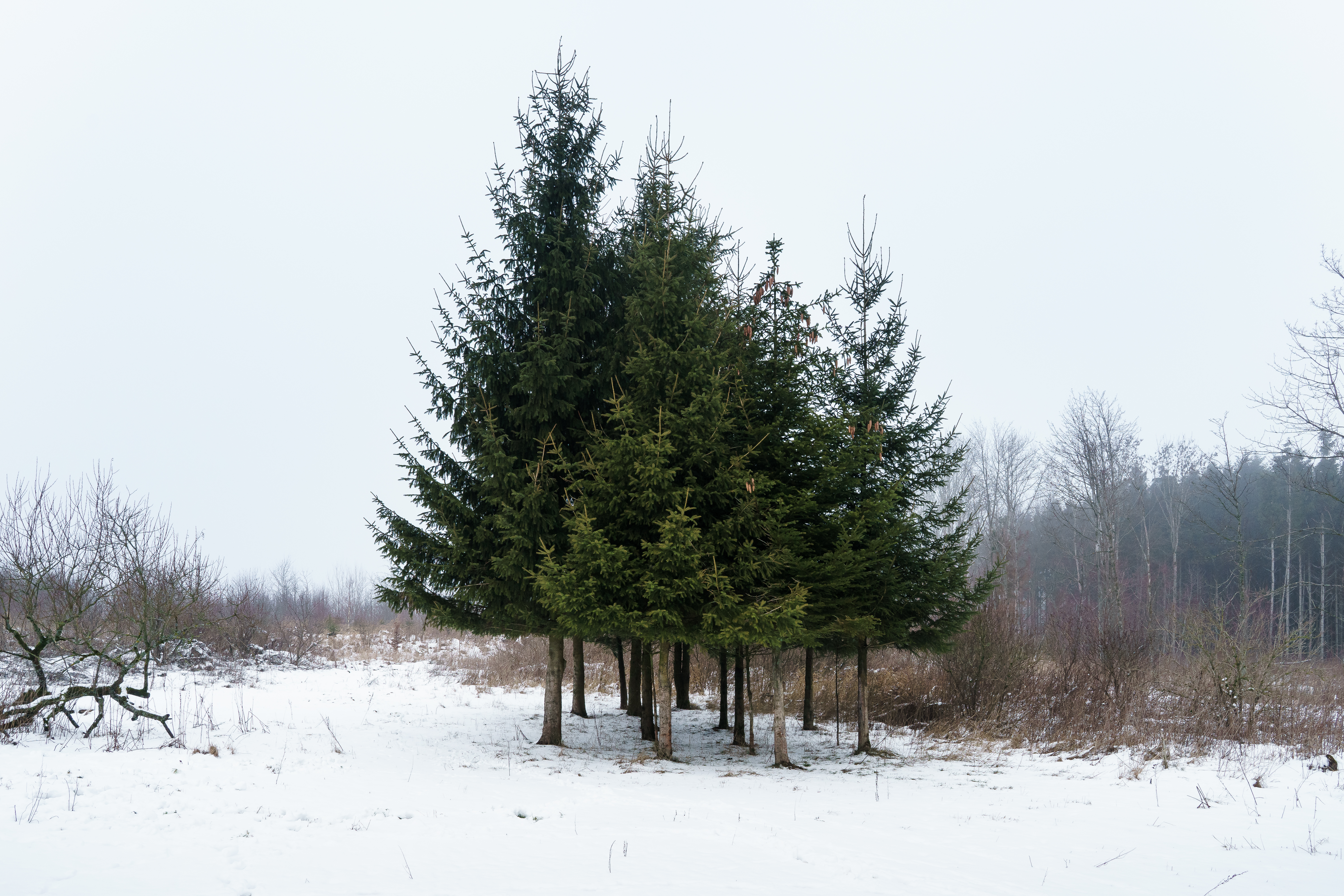
Junge Fichtenkultur („Picea abies“) am Rand eines Windbruchgebiets zwölf Jahre nach dem Orkan Kyrill

Die Fichte ist windblütig mit Blüten vom unbeweglichen Typ. Die Pollen der aufrecht stehenden männlichen Blüten besitzen zwei Luftsäcke. Zur Hauptblütezeit werden riesige Pollenmengen ausgeschüttet, was gemeinhin mit Schwefelregen bezeichnet wird. Die Schuppen weiblicher blühender Zapfen spreizen sich etwas auseinander, um den herangewehten männlichen Pollen den Zutritt zu den Samenanlagen zu erleichtern. Narben gleichzeitig blühender Obstbäume können durch die Fichtenpollen „sterilisiert“ werden. Die Pollen der Gemeinen Fichte sind für Pollenallergiker in der Regel kein Problem, da sie zu groß sind.
Der Baum erlangt seine Blühfähigkeit (Mannbarkeit) mit 30 bis 40 Jahren. Relativ junge Pflanzen besitzen zunächst nur weibliche Blüten. Die hohe Anzahl dieser zuerst angelegten Blüten entgeht oft der Aufmerksamkeit, weil sie in großer Höhe gebildet werden.
Die Samenreife erfolgt innerhalb eines Jahres. Alle drei bis vier Jahre findet eine besonders reiche Samenproduktion statt. Die Samen sind nur 3 bis 5 mg schwer. Sie enthalten Öl als Reservestoff, ein typisches Merkmal der Windausbreitung. Die Samenflügel sind häufig schwach gedreht, weshalb die Samen Dreh- und Schraubenflieger genannt werden. Bei Trockenheit spreizen die Samenschuppen, so dass die Samen herausfallen und über den Wind verbreitet werden können. Ihre Flugweite kann selbst bei Windstille über 300 m betragen. Tiere tragen zur Verbreitung der Art bei, wenn sie wie Spechte oder Eichhörnchen die Zapfen bearbeiten und hierdurch die Samen freisetzen. Überreiche und häufige Zapfenproduktion kann ein Symptom für zu hohe Immissionsbelastung sein. Die Fichte ist ein Lichtkeimer.
Um an Saatgut für die gezielte Aussaat zu gelangen, werden die Zapfen vom Baum gepflückt und gesammelt.

### Alter
Die gemeine Fichte kann bis 600 Jahre alt werden; die forstliche Umtriebszeit beträgt 80 bis 120 Jahre. 2008 wurde unter der Fichte Old Tjikko im Fulufjäll in der Provinz Dalarna in Schweden Wurzelholz gefunden, das auf ein Alter von 9.550 Jahren datiert wurde und genetisch identisch mit dem darüber wachsenden Baum ist.

### Die Mykorrhizapilze der Gemeinen Fichte
Die Gemeine Fichte geht mit einer Reihe von Pilzen eine enge Lebensgemeinschaft ein, die als Mykorrhiza bezeichnet wird. Das Mycel der Pilze versorgt die Fichte mit Mineralstoffen und Wasser, während der Pilz von der Pflanze die für sein Wachstum benötigten organischen Stoffe erhält. Zu den Pilzen, die in Lebensgemeinschaft der Gemeinen Fichte zu finden sind, zählen Vertreter der Gattung der Wulstlinge wie beispielsweise der Fliegenpilz, der Spitzhütige Knollenblätterpilz, der Perlpilz, der Gelbe Knollenblätterpilz, der Graue Wulstling und der Narzissengelbe Wulstling. In Lebensgemeinschaft mit der Gemeinen Fichte leben aber auch Vertreter der Dickröhrlingsverwandten wie etwa der als Speisepilz geschätzte Fichten-Steinpilz, der Maronenröhrling, der Schönfußröhrling, der Gallenröhrling und der Gemeine Rotfußröhrling. Bei gelegentlich zusammen mit Fichten angegebenen Ziegenlippen handelt es sich meist um den Braunen Filzröhrling (Xerocomus ferrugineus). Von den Täublingsverwandten sind besonders häufig z. B. der Ockertäubling und der Fichten-Reizker in Fichtenwäldern zu finden.

### Krankheiten und Schädlinge

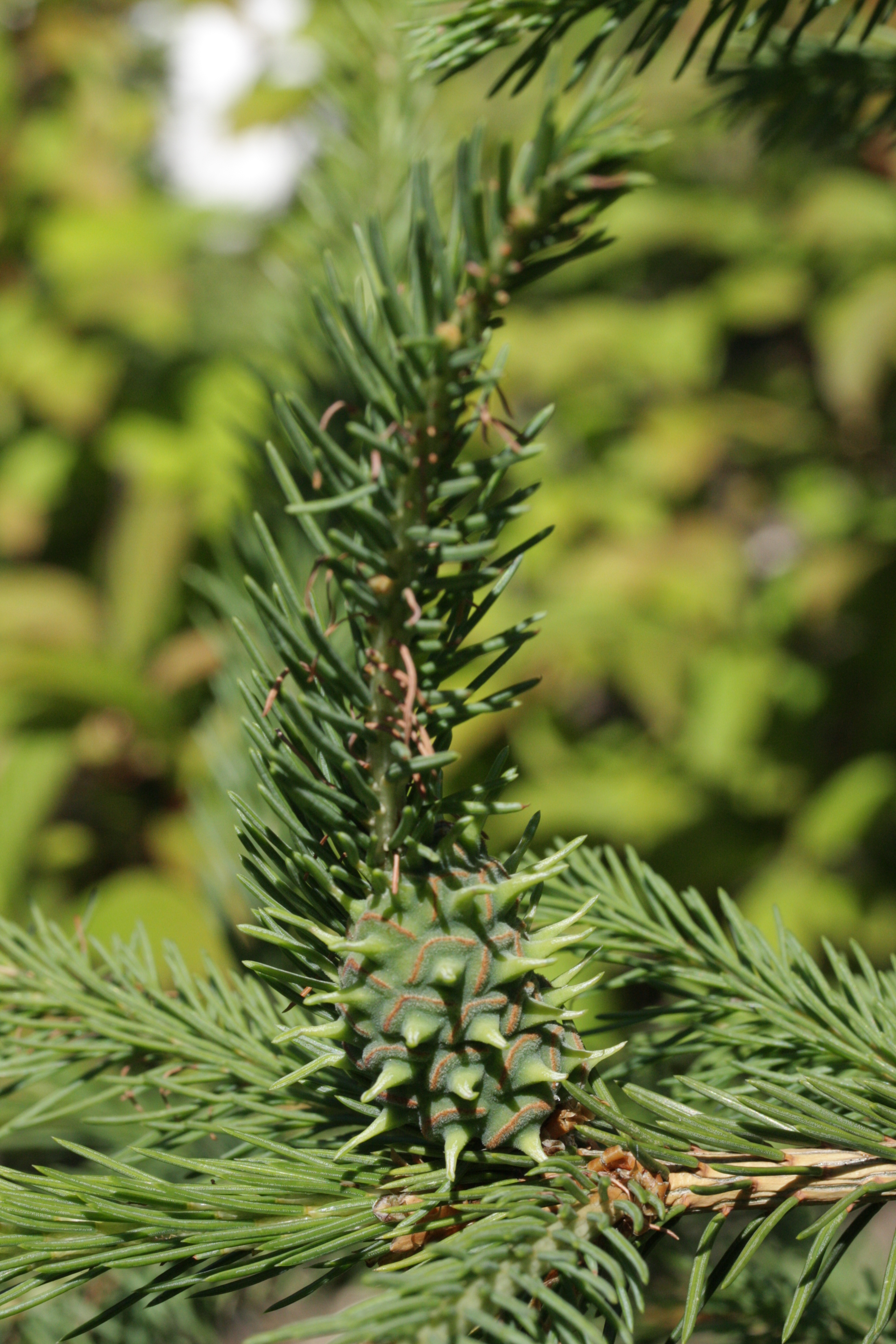
Galle verursacht durch die Fichtengallenlaus.

Der Anbau der Fichte außerhalb ihres natürlichen Verbreitungsgebiets ist grundsätzlich mit der Gefahr der Schädigung durch Borkenkäfer verbunden. Insbesondere trockene Jahre schwächen das Abwehrsystem der feuchteliebenden Fichte und führen zu starkem Befall durch den Buchdrucker (Ips typographus), den Kupferstecher (Pityogenes chalcographus) und möglicherweise auch durch den aus Nordosten nach Mitteleuropa eingewanderten Nordischen Fichtenborkenkäfer (Ips duplicatus). Nach Massenvermehrungen ist vor allem der Buchdrucker in der Lage, auch gesunde Bäume zu befallen und zum Absterben zu bringen. Um die übermäßige Vermehrung der Borkenkäfer zu verhindern, gilt für den Fichtenanbau das Prinzip der sauberen Waldwirtschaft. Das bedeutet, dass frische Resthölzer oder kränkelnde Bäume aus dem Wald entfernt oder durch geeignete Maßnahmen brutuntauglich gemacht werden müssen.
Durch ihr flaches Wurzelsystem auf staunassen oder verdichteten Standorten, die die Ausbildung von Senkerwurzeln verhindern, ist die Fichte stärker windwurfgefährdet als viele andere Baumarten. Frisch geworfene Bäume bilden Brutmöglichkeiten für den Buchdrucker, so dass Sturm- und Borkenkäferschäden oft „Hand in Hand“ gehen.
Die Nadeln der Gemeinen Fichte sind besonders empfindlich gegenüber Luftverschmutzung: Bei geschädigten Pflanzen bleiben die Nadeln oft nur noch 1 bis 3 Jahre an den Zweigen (Möglichkeit zur Bioindikation).
Starke Stickstoffzufuhr durch Luftverschmutzung oder Massentierhaltung führt zu einer vermehrten Bildung des Pflanzenhormons Cytokinin. Dadurch beginnen ruhende Knospen unterhalb der Spitzenknospe auszutreiben. Infolge der stärkeren Verzweigung wachsen die Fichten dann eher in die Breite als in die Höhe.
Schwefeldioxid (Saurer Regen aus Verbrennungsprozessen) ist ein starkes Pflanzengift für Nadelhölzer. Insbesondere Fichten sind betroffen, wenn sich Schwefeldioxid aus Industrieabgasen in Inversionswetterlagen an bewaldeten Berghängen über die kritische Konzentration kumuliert.

### Artengemeinschaft im Fichtenwald

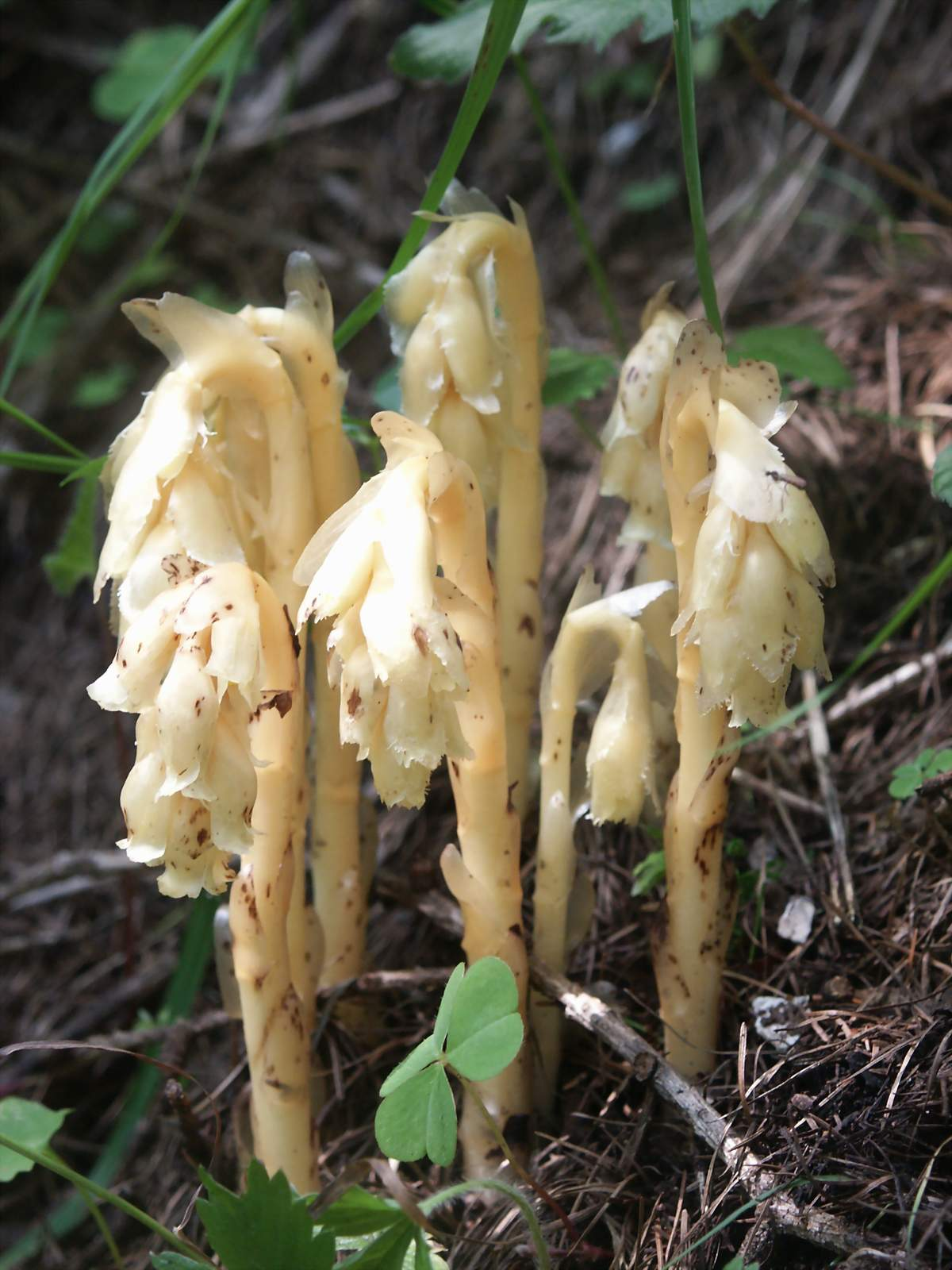
Fichtenspargel (Monotropa hypopitys)

Viele Vögel sind zur Nahrungssuche oder zum Brutgeschäft auf gut gedeckte und geschützte Reviere angewiesen. Die immergrünen, dichten Fichtenwälder bieten z. B. Fichtenkreuzschnabel und Waldbaumläufer, Tannen- und Eichelhäher, Waldohreule und Waldkauz, Sperber, Mäusebussard und Habicht einen idealen Lebensraum. Der Schwarzspecht, der sich u. a. von Larven des Borkenkäfers und Buchdruckers ernährt, ist ganzjährig tief im Waldesinneren zu finden. Gebirgsfichtenwälder bilden für das Auerhuhn ein geeignetes Habitat. Der selten gewordene Vogel ist während der kalten Jahreszeit in seiner Ernährung überwiegend auf Fichtennadeln angewiesen. In der verbuschten Übergangszone Wald-Waldrand und auf Lichtungen halten sich weitere Vogelarten, wie z. B. das Rotkehlchen oder der Buchfink, auf. An großen Säugetieren sind v. a. der Rothirsch und das Wildschwein vertreten, denen das dämmrige Licht im Fichtenwald größtmöglichen Schutz gewährleistet.
In natürlichen Fichtenwäldern dringt wenig Licht zum Waldboden durch. Andere Bäume und Sträucher haben deshalb kaum Chancen, sich zu entwickeln. Die Krautschicht bilden überwiegend Gräser, Farne und Zwergsträucher. Die Heidelbeere, ein charakteristischer Zwergstrauch der Fichtenwälder, trägt mit ihren immergrünen Trieben im Winter zur Ernährung von Waldtieren bei. Oft ist der Waldboden von einer durchgängigen Moosschicht bedeckt. Hier findet in Gebirgslagen das zarte Moosglöckchen einen passenden Wuchsort. Der Siebenstern ist in Fichtenwäldern der Mittelgebirge, bisweilen auch in Beständen des Tieflands anzutreffen. Dort, wo die oberste Bodenschicht stark sauer ist, stellt sich gewöhnlich der ausgesprochen schattenverträgliche Wald-Sauerklee ein. Bei Fichtenwäldern gänzlich ohne Kraut- und Strauchschicht handelt es sich in der Regel um sehr dicht gepflanzte, unnatürliche Fichtenforste.
Der Fichtenwald bietet vor allem Pflanzen, deren Versorgung von Photosynthese weitgehend unabhängig ist, ein geeignetes Biotop. So wachsen dort myko-heterotrophe Orchideenarten, wie das Weiße und Rote Waldvöglein oder die Violette Stendelwurz. Besonders angepasst an den Standort „Fichtenwald“ ist der Chlorophyll-lose, bleichgelbe Fichtenspargel, der mit Fichtenwurzeln in Symbiose lebt und sich die Nährstoffe der Fichte indirekt über Pilzhyphen, die aus den Mykorrhizen des Wirtsbaums auswachsen, bedarfsdeckend erschließt.
An den Knospen junger und immissionsgeschädigter Fichten sind im Frühjahr oft die grünen, ananasförmigen Gallen der Großen Fichtengallenlaus zu beobachten. Die Kleine Fichtengallenlaus befällt eher ältere, konkurrenzgeschwächte Fichten und verursacht gelbgrünliche, erdbeerförmige Gallen.

## Bedeutung als Futterpflanze (Auswahl)
Nachfolgende Insektenarten sind von der Pflanze als Nahrungsquelle abhängig. Einige, besonders die Käfer, können in manchen Jahren, besonders in Fichten-Monokulturen zu gefürchteten Schädlingen werden. Die in letzter Zeit wieder verstärkt vorgenommene Aufforstung von Mischwäldern mit einer gesunden Fauna (natürliche Feinde der schädigenden Arten) wirkt dem aber entgegen und vernichtet nicht zusätzlich auch alle anderen Arten wie beispielsweise den sehr seltenen und vom Aussterben bedrohten Alpenbock (Rosalia alpina), der als „Beifang“ durch die häufig eingesetzten Pheromonfallen für Borkenkäfer angezogen wird und durch die „saubere Waldwirtschaft“ seine Brutbäume (Buchenstämme oder tote bzw. absterbende Buchen, die mindestens 3 – 4 Jahre liegen bleiben müssen) einbüßt.

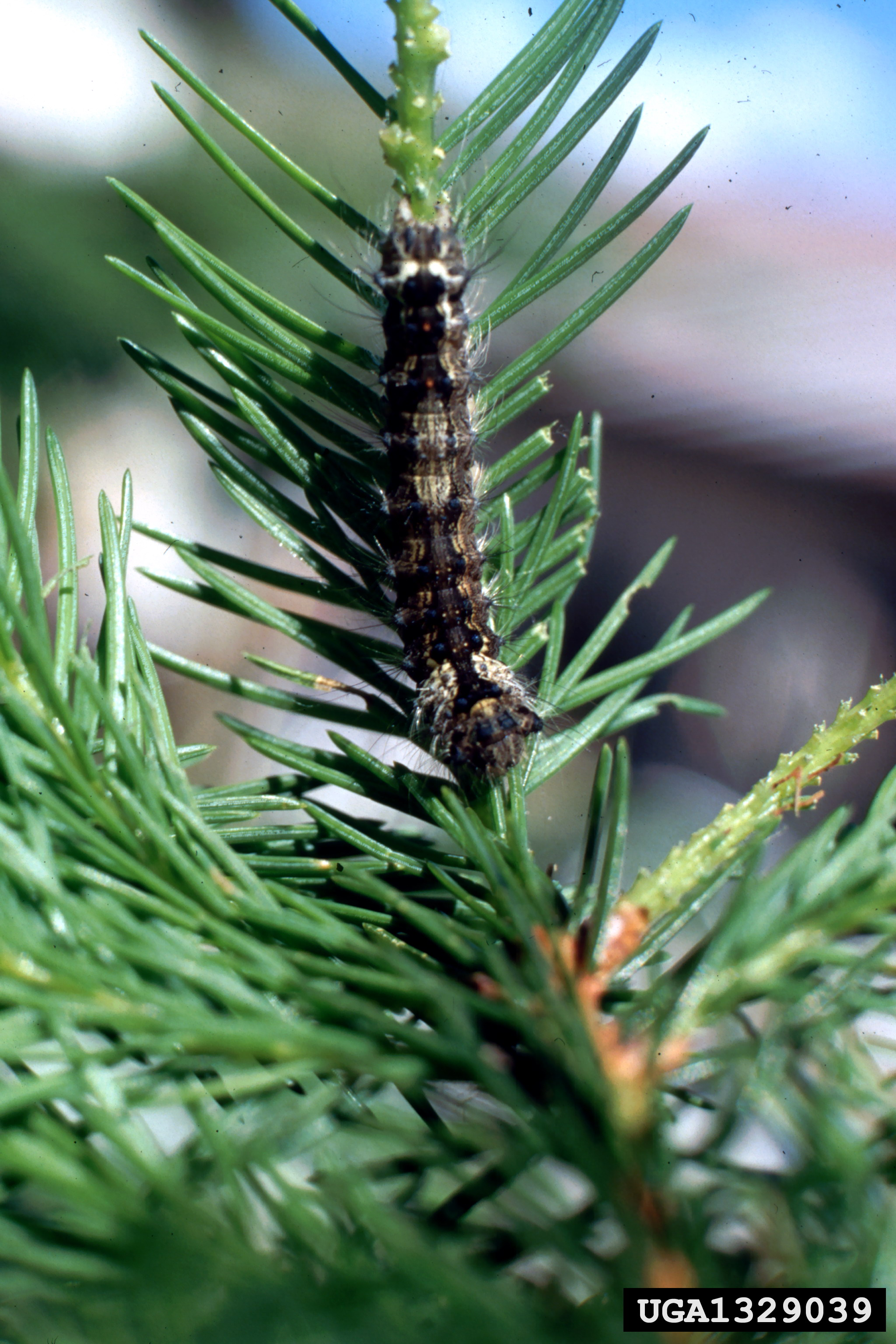
Raupe der Nonne an einer Fichte

### Schmetterlinge
- Kiefernspinner (Dendrolimus pini)
- Kiefernschwärmer (Hyloicus pinastri)
- Nadelholz-Rindenspanner (Peribatodes secundaria)
- Forleule (Panolis flammea)
- Klosterfrau (Panthea coenobita)
- Nonne (Lymantria monacha)

### Käfer
- Buchdrucker (Ips typographus)
- Kupferstecher (Pityogenes chalcographus)
- Gekörnter Fichtenborkenkäfer (Cryphalus abietis)
- Winziger Fichtenborkenkäfer (Crypturgus pusillus)
- Zottiger Fichtenborkenkäfer (Dryocoetes autographus)

## Systematik
Die heute gültige Erstbeschreibung des deutschen Botanikers Gustav Karl Wilhelm Hermann Karsten als Picea abies (L.) Karst. wurde 1881 in Deutsche Flora S. 325 veröffentlicht. Zuvor hatte Carl von Linné 1753 die Art noch in Species Plantarum Band 2, Seite 1002 unter dem Namen Pinus abies in die Gattung der Kiefern eingestellt. Es sind folgende Synonyme für die Art vorhanden:
- Pinus abies L. 1753
- Abies picea Mill.
- Picea abies var. europaea (Tepl.) Jurkev. & Parv.

Die Fichte besitzt eine hohe genetische Variabilität, die sich in Mitteleuropa im Vorkommen von den Varietäten manifestiert:
- Picea abies var. abies (Syn.: Pinus excelsa Lam. 1778, Abies excelsa (Lam.) Poir., Picea vulgaris Link 1830, Picea montana Schur 1851, Picea rubra A.Dietr. 1824, Picea excelsa (Lam.) Peterm., Abies alpestris Brügger): Sie kommt ursprünglich nur in Europa vor.[26]
- Picea abies var. acuminata (Beck) Dallim. & A.B. Jacks.: Sie kommt im Jura, in den Alpen und in den Karpaten vor.[26]

Außerdem gibt es unzählige in Habitus, Zapfen- und Nadelmerkmalen voneinander abweichende Formen (davon über 100 Sorten in Kultur genommen). Sie können sich auch in der Ausbildung genotypischer Verzweigungstypen (Kamm-, Bürsten-, Plattenfichte) äußern, finden aber auch in einem Reichtum an ökologischen Varianten (Wuchsgebietsrassen, Höhenstufenrassen als Ökotypen) ihren Ausdruck.
Im nordosteuropäischen Teilareal gibt es durch Hybridisation eine breite Übergangszone zur Sibirischen Fichte (Picea obovata), die sich äußerlich nur durch abgerundete, statt spatelförmige Samenschuppen von der gewöhnlichen Fichte unterscheidet.

### Volksnamen

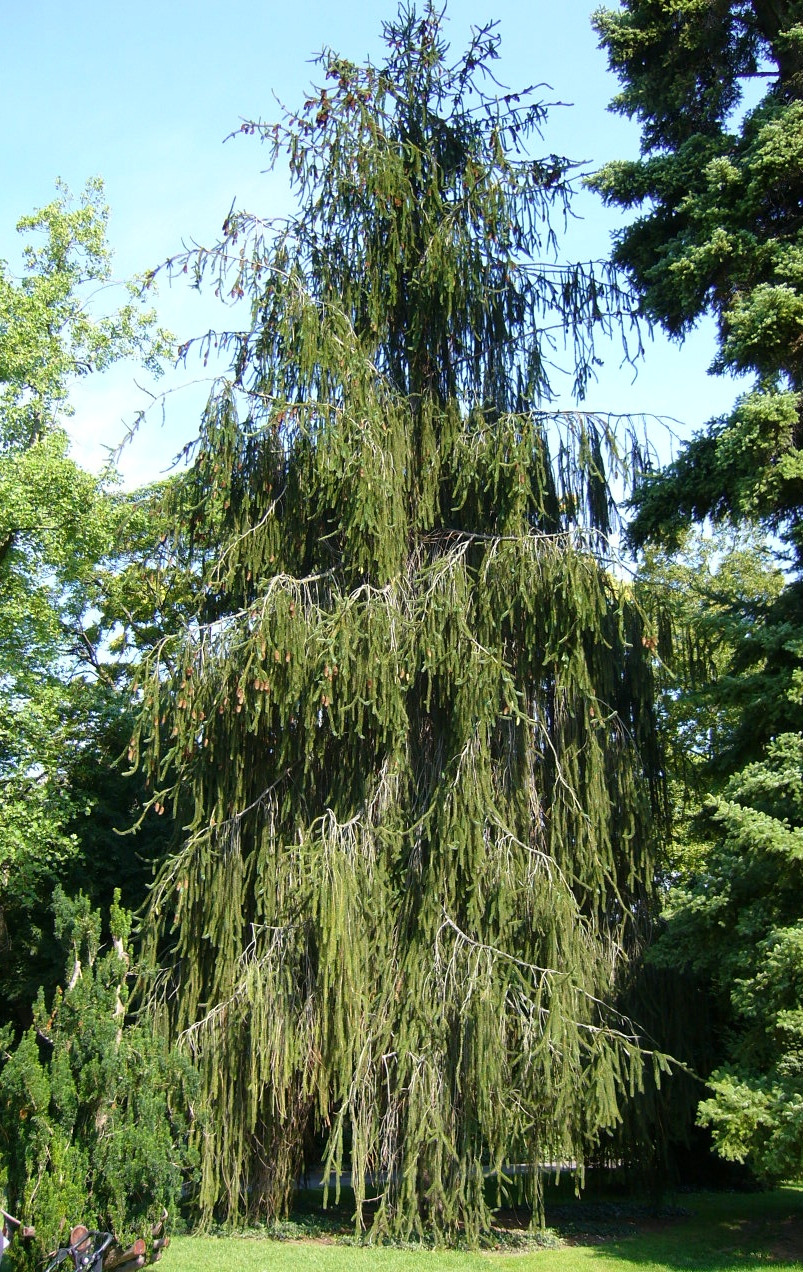
„Schlangenfichte“ (Picea abies 'Virgata')

Für die Gemeine Fichte (im mittelalterlichen Latein Abies genannt) bestehen bzw. bestanden diverse, häufig nur regional gebräuchliche Volksnamen. So sind oder waren auch folgende Namen gebräuchlich: Bachtanne, Dann (Altmark, Siebenbürgen), Danne (Göttingen, Weser), Dannenboom (Unterweser, Preußen), Dannebuhm (Siebenbürgen), Daxen (Zillertal), Feicht, Feichte (Österreich, Kärnten, Südtirol, Augsburg), Ficht (Mecklenburg), Fichte (Eifel, Sachsen, Schlesien), Fichtenbaum (Elsass), Fichtentannen (Elsass), Fiechta (althochdeutsch), Fiechte (Österreich), Fiuchta (althochdeutsch), Gränbaum, Gräne (Liefland), Gränenfichte, Gränenholz, Granenholz, Greinenholt (Ostfriesland), Pechbaum, Pechtanne (Elsass), Peikabagms, Pickbom (mittelniederdeutsch), Rooddann (Weser), Rotfichte, Rottanne (Elsass, Graubünden), Tanne (Kärnten, Niedersachsen), Taxen (Salzburg), Schwarze Tanne, Viecht, Viechte und Wettertanne (Waadt).

### Zuchtformen

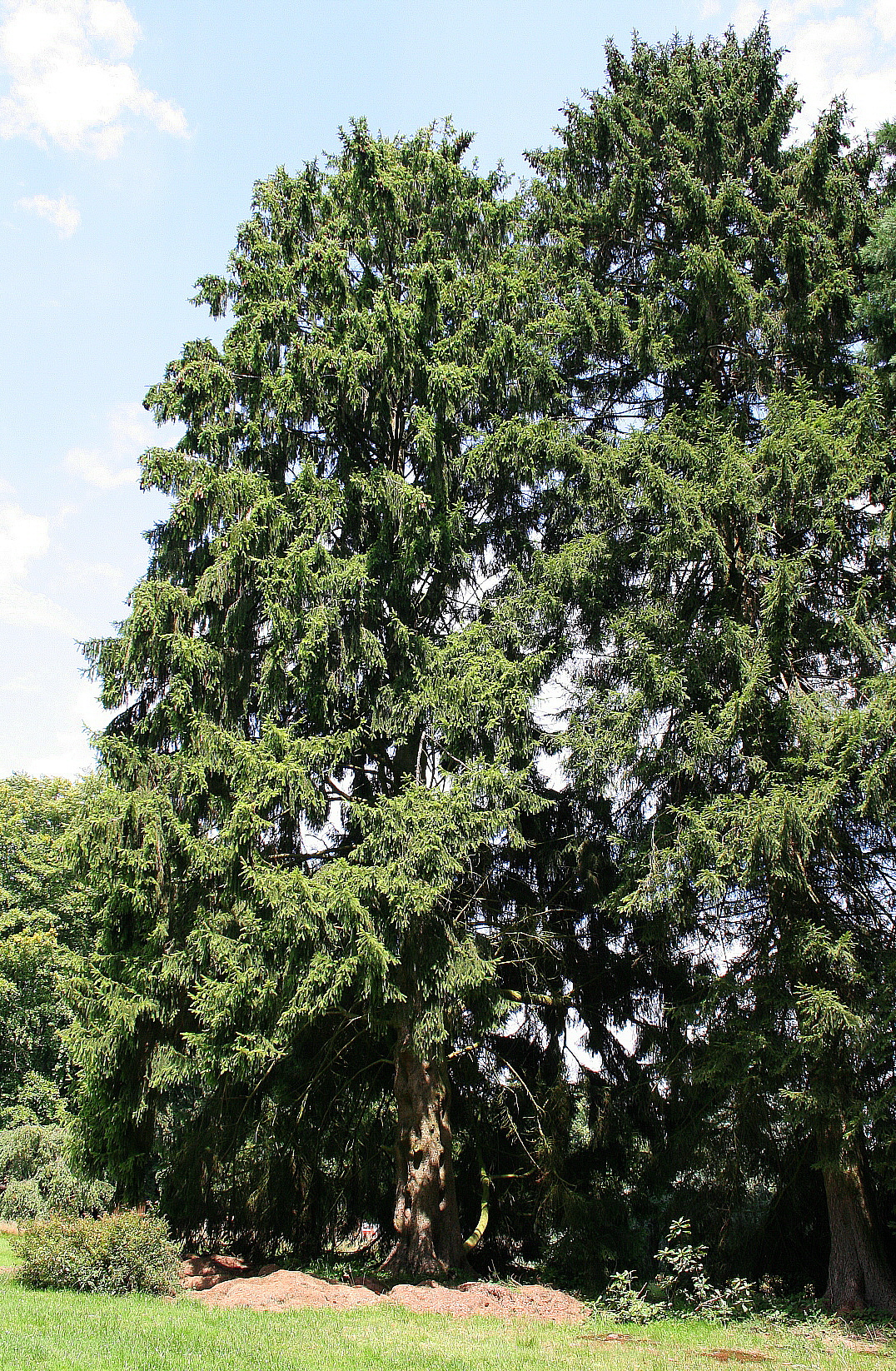
Sorte 'Aurea'

Es sind zahlreiche Zuchtformen bekannt; hier eine Auswahl:
- 'Aurea': Bei dieser Form sind die jungen Zweige im Mai bis Juni hell goldgelb und grünen bis Juli meist vollständig nach. Manche Nadeln behalten das ganze Jahr über gelbe Streifen.[30]
- 'Virgata': Dies ist die als ungewöhnlicher Zierbaum bekannte „Schlangenfichte“. Die Form ist seit 1854 bekannt. Sie entwickelt eine irreguläre ausgedünnte Baumkrone mit wenigen dicken und langen Ästen; es wachsen kaum Seitentriebe. Die Nadeln sind 2 bis 2,5 cm lang und dick. Die Zweige sind hellorange.[31][32][33]

## Nutzung

### Nutzung des Holzes
Die Fichte ist in Deutschland der wichtigste Holzlieferant. Ausführlichere Informationen siehe unter Fichtenholz.
Der Hauptanteil des Holzes der Gemeinen Fichte wird als Bau- und Konstruktionsholz verwendet (Balken, Bohlen, Bretter, Kanthölzer, Leimbinder, Konstruktionsvollholz, Mehrschichtplatten; früher auch Gerüstbau). Weitere Verwendung findet Fichtenholz in der Verpackungsindustrie (Kisten, Schachteln, Paletten). Für den Möbelbau (als Material für Korpusse, Türen usw., Furnier, Leimholz, Mittellagen für Tischlerplatten, Unterkonstruktionen) werden vor allem Stämme mit besonderen Holzeigenschaften (gleichmäßiger Jahrringbau, astfrei) verwendet. Im Musikinstrumentenbau wird Fichtenholz alter, langsam gewachsener Fichten für die Decken bzw. Resonanzböden von Saiteninstrumenten (Streichinstrumente, Gitarren, Klaviere, Harfen) verwendet. Viele weitere konstruktive Zwecke (Pfähle, Pfosten, Stickel für den Weinbau) verlieren an Bedeutung.
Außerdem wird Fichtenholz zu Holzwerkstoffen wie Spanplatten oder Strandboards (OSB) verarbeitet. Es ist ein wichtiger Rohstoff für die Papierherstellung und die Zellstoffindustrie.
Nebenprodukte der Forst- und Holzwirtschaft aus Fichtenholz werden als Scheitholz, Hackschnitzel oder, zu Holzpellets oder -briketts verpresst, energetisch genutzt.

### Nutzung für Werkstoffe
Als Ausgangsstoff für die Produktion von Brauerpech hat die Gemeine Fichte große Bedeutung; die Rinde wird zur Herstellung von Gerberlohe verwendet.
Aus den Baumnadeln gewinnt die Parfümindustrie das Fichtennadelöl, welches durch Wasserdampfdestillation aus frischen Fichtennadeln (oft irreführend „Tannennadeln“ genannt), den nadeltragenden Zweigen und kleinen Ästen gewonnen wird. Um 1 kg Fichtennadelöl herzustellen, werden etwa 500 kg Fichtennadeln benötigt. Der Duft ist spezifisch, harzig-würzig und kräftig-ausstrahlend.

### Nutzung als Speisepflanze

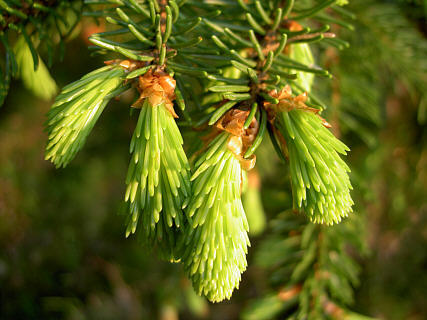
Austrieb des neuen Nadeljahrgangs, der sogenannte Maitrieb

Die hellgrünen, jungen und noch dichten Triebspitzen der picea abies schmecken sauer und herb zugleich (etwas wie harzige Zitrone) und eignen sich als säuerliche Ergänzung zu einem Karottengemüse ebenso wie für eine Frischkäse-Zubereitung oder als Beigabe zum Dessert.
Nordamerikanische Ureinwohner verwendeten Fichtensprossen, um daraus ein haltbares Getränk herzustellen, mit dem auch in den Wintermonaten eine Vitamin-C-Quelle zur Verfügung stand. Die Kolonialmächte übernahmen diese Praxis, um Skorbut bei langen Schiffspassagen vorzubeugen.
In angelsächsischen Ländern wird seither „Spruce Beer“ getrunken, wenn dieses auch nicht so populär ist, wie die Erfrischungsgetränke Root und Ginger Beer.
Aus dem Saft heimischer Fichten synthetisierte Wilhelm Haarmann im Jahr 1874 erstmals das Vanillin.
Die Fichte ist der Wirtsbaum einiger Honigtau erzeugender Schild- und Rindenläuse. Hierbei tritt in manchen Jahren, während der Austriebsphase, in welcher der Saft der Leitungsbahnen des Baums besonders zuckerhaltig ist, eine Massenvermehrung dieser Insekten auf. In der Folge kann dies zu einem guten Honigertrag (Waldhonig) von im Wald aufgestellten Bienenvölkern führen.

### Nutzung als rituelles Objekt
Bis in die sechziger Jahre war die Gemeine Fichte der vorherrschende Weihnachtsbaum in Deutschland. Da sie jedoch rasch nach dem Einschlag ihre Nadeln verliert, wurde sie seitdem als solcher durch robustere Bäume wie die Nordmann-Tanne und die Blaufichte weitgehend verdrängt.

## Medizinische Bedeutung
Als Heildroge dienen Fichtennadelöl Piceae aetherolium (DAB), das aus den Nadeln, Zweigspitzen oder aus den Ästen aus frischen Fichtentrieben gewonnen werden kann.
Der wässrige Auszug aus frischen Sprossen ergibt den Fichtennadelextrakt, Pinus abies (hom).
Wirkstoffe sind:
Ätherisches Öl mit Bornylacetat, Borneol, Pinen, Myrcen, Santen und u. a. Monoterpene.
Anwendungen:
Das ätherische Öl verwendet man ähnlich wie das von Abies alba  bei Infekten der Atemwege und bei rheumatischen Beschwerden.
Franzbranntwein wie auch geruchsverbessernde Raumsprays mit „Tannenduft“ enthalten häufig Fichtennadelöl.
Die jungen Sprosse benutzt man volkstümlich ähnlich wie die von Pinus sylvestris.